# Saint-Jacut-du-Mené
Saint-Jacut-du-Mené (tiếng Breton: Sant-Yagu-ar-Menez) là một commune in the Côtes-d'Armor departement in Bretagne in northwestern Pháp.

## Dân số
Người dân ở Saint-Jacut-du-Mené được gọi là Jagüins.